# 가와사키슈쿠

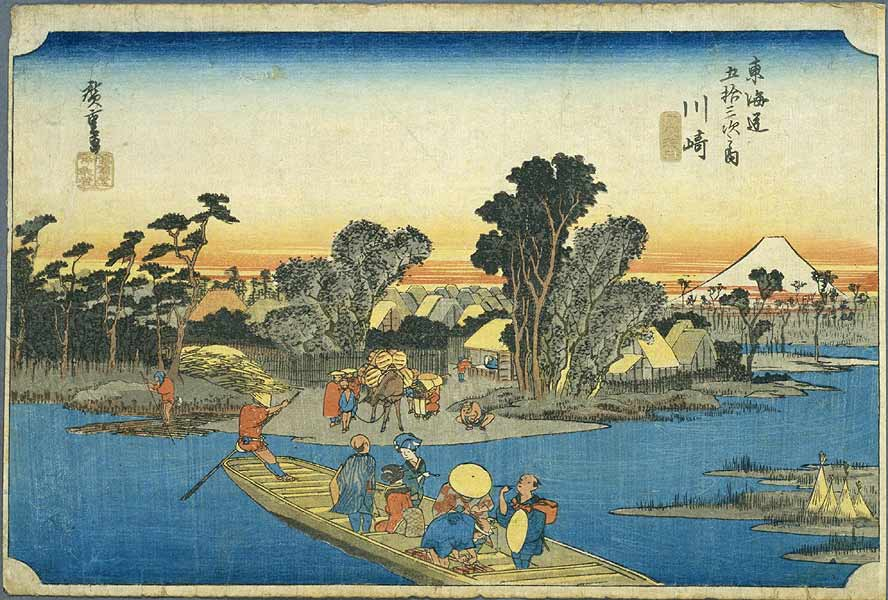

가와사키슈쿠(일본어: 川崎宿 かわさきしゅく[*])는 도카이도 오십삼차의 두 번째 슈쿠바이다. 무사시국 다치바나 군(오늘날의 가나가와현 가와사키시 가와사키구)에 소재했다.